# Onciale 061
L'Onciale 061 (numerazione Gregory-Aland) è un codice manoscritto onciale del Nuovo Testamento, in lingua greca, datato paleograficamente al V secolo.

## Testo
Il codice è composto da due fogli di pergamena di 140 per 120 cm, contenente un brano della Prima lettera a Timoteo (3,15-16; 4,1-3; 6,2-8). Il testo è scritto in unae colonna per pagina e 19 linee per colonna.

### Critica testuale
Il testo greco del codice è rappresentativo del tipo testuale bizantino. Kurt Aland lo collocò nella categoria V.

## Storia
Il codice è conservato alla Museo del Louvre (Ms. E 7332) a Parigi.